# Összetett mondat
Az összetett mondat két vagy több mondategységet tartalmaz, melyek ebben az esetben tagmondatok, ellentétben az egyszerű mondattal, mely csak egy mondategységből áll. A köztük való viszony szerint az összetétel lehet szervetlen vagy szerves. Az utóbbiban két megadott tagmondat egymás közti viszonya lehet mellérendelő vagy alárendelő. Az alárendeléses összetett mondatokban egyes mondatok mondatrészkifejtők, mások pedig nem fejtenek ki mondatrészt. E kategóriák mindegyikéhez tartozó mondatok sajátos jelentéstartalmat is kifejezhetnek.
Többszörösen összetett mondat az, amelyik több mint két tagmondatot tartalmaz. Keveredhet benne az alá- és a mellérendelő viszony.
A továbbiakban a magyar nyelv hagyományos grammatikái szerint tárgyaljuk röviden az összetett mondatot.

## Mellérendelt mondatok
Az egymás mellé rendelt tagmondatok egyenlő rangúak, köztük csak tartalmi-logikai viszony van, ugyanolyan jellegű, mint amilyen egy mondategységben két vagy több egyazon mondattani funkciójú mondatrész között. A csak mellérendelt mondatokat tartalmazó mondatot mellérendelő összetett mondatnak nevezik. Többszörösen összetett mondatban létezhet több egymás mellé rendelt mondatból alkotott mellérendelő mondattömb, amely akár főmondatként, akár mellékmondatként állhat.
A mellérendelő összetett mondatokat három ellentétes minőségeket alkotó párok szerint lehet csoportosítani:
1. Tipikus vs. nem tipikus:
- Tipikus mellérendelő összetett mondatok azok, amelyekben a tagmondatok között kölcsönös viszony van, következésképpen egymással felcserélhetőek. Ilyenek a kapcsolatos mellérendelésűek és a választó mellérendelésűek.
- Nem tipikusak azok, amelyek tagmondatai nem cserélhetők fel egymással. Ilyenek a következtető és a magyarázó utótagú mellérendelő összetett mondatok.

2. Kötőszós vs. kötőszó nélküli:
- A kötőszós mellérendelés az általános. A kötőszóról ismerhető fel a legkönnyebben a mellérendelés fajtája. Ezt azonban bonyolíthatja az, hogy vannak többfunkciós kötőszók is, például és, amely nemcsak kapcsolatos, hanem következtető is lehet: Elütötte az autó, és meghalt. A kötőszó lehet egyes, páros, kivételesen hármas (pl. nemcsak..., hanem... is). Határozószó is betölthet kötőszói szerepet: Elment a Duna-partra, és / majd / azután ott találkozott a barátjával.
- A kötőszó nélküli mellérendelés esetében a kötőszó belegondolásával lehet meghatározni a mondatok közötti viszonyt.

3. Zárt vs. nyílt:
- Zárt szerkezetű mellérendelő összetett mondatok a kéttagúak.
- A nyíltak elméletileg korlátlan számú tagmondatot tartalmazhatnak, de gyakorlatilag korlátozza ezt az érthetőség, a követhetőség.

### A kapcsolatos mondatok
A kapcsolatos mellérendelés olyan mondatokat köt egymáshoz, amelyek közül a második továbbfűzi a megkezdett gondolatot, vagy egy újabb mozzanattal egészíti ki. Kötőszavai a következő példákban láthatók:
Tegnap elmentem az áruházba, és vettem magamnak egy kabátot;
Én mérnök vagyok, ő meg újságíró;
Gábor magyar, Ilona is az;
Az apám Ausztráliában él, a nagybácsim (úgy)szintén;
Nem megyek el hozzá, levelet sem írok neki;
Nemcsak a leves volt hideg, hanem a hús is;
A motor is elromlott, a fék is.
Én sem megyek el a koncertre, (és) Mária sem;
Hol az egyik ordított, hol a másik jajgatott;
A film egyrészt hosszú volt, másrészt unta mindenki;
Természetesen megnéztem a kiállítást, sőt egy képet is vettem.
Jele: - (egyenes vonal)

### Az ellentétes mondatok
Az ilyen mondatok között ellentétet fejeznek ki a kötőszók. Példák:
Angliában már voltam, Svédországot azonban nem ismerem;
Péter rendszeresen felhív, te ellenben soha nem jelentkezel;
Időben megérkeztem, pedig nagy volt a forgalom;
Én szeretem Évát, ő viszont utál engem;
A gyerekek nem a nagyszüleiknél vannak, hanem külföldön nyaralnak;
Az útlevelem rendben van, de nincs vízumom;
Nem készültem a vizsgára, mégis sikerült;
Volt jegyem, mégse(m) jutottam be a stadionba;
Jó lenne egy kicsit sétálni, csakhogy vihar fenyeget.
Kötőszó nélkül is vannak ilyen mondatok: Ígérni könnyű, megtenni nehéz.
Jele: <-> (oda, vissza mutató nyíl)

### A választó mondatok
Az ilyen mellérendelési típusban a mondatok közül választani kell, vagy lehet. Példák kötőszóval:
Megjavíttatom az autómat, vagy veszek egy újat;
Vagy megveszem ezt a könyvet, vagy kiveszem a könyvtárból;
Akár metrón megy, akár taxiba száll, fél órán belül ott lehet.
Kötőszó nélkül: Él-e, hal-e?
Jele: ~ (hullámos vonal)

### A következtető utótagú mondatok
A következtető mellérendelésben a mondatok között nincs kölcsönösség, nem cserélhetők fel egymással. Az előző okot tartalmaz, az utótag pedig ennek következményét, okozatát. Példák:
Imre megbetegedett, tehát nem jöhet velünk;
Hívtál, hát itt vagyok;
Ma nincs gáz a házban, ezért étteremben vacsorázunk;
Tegnap későn feküdtem le, így ma álmos vagyok.
Jele: -> (előremutató nyíl)

### A magyarázó utótagú mondatok
Az e közötti mondatok között sincs kölcsönösségi viszony. Az utótag az előző mondatban leírtak magyarázatát adja meg. Ez kétféle lehet:
- okadó magyarázat, az okozat az előző mondatban lévén:

John még csak nagyon keveset ért magyarul, hisz(en) csak két hete tanul;
Holnap majd megveszem ezt a könyvet, úgyis be akarok menni a Belvárosba;
Ne várd, úgyse jön;
Ma nem megyek dolgozni, ugyanis vasárnap van;
Zsuzsánál mindig van könyv, tudniillik nagyon szeret olvasni;
Jele: <- (visszafele mutató nyíl)
- kifejtő vagy helyreigazító magyarázat, amely más szavakkal fejezi ki az előző mondatban foglaltakat, illetve helyesbíti annak tartalmát:

A Rákosi-érában, azaz az ötvenes években születtem;
A lányok elég jól kijönnek egymással, vagyis nem veszekednek;
Sokan nézik a futballmeccseket, illetve futballoznak maguk is;
Megtette a kötelességét, mégpedig jó szándékkal tette.

## Mellékmondatok
A mellékmondat alárendelő összetett mondat tagmondata.
Legtöbbször a mellékmondat a főmondatnak nevezett tagmondat egyik mondatrészét fejti ki. Többnyire a főmondatban van egy, a mellékmondatra utaló szó, amely lehet:
- távolra mutató névmás: Te vagy az, akiben soha nem csalódtam;
- távolra mutató értelmű határozószó: Ott találkozzunk, ahol a hatos villamos megáll;
- személyes névmás: Bízom benne, hogy nem felejtenek el.

Olykor az utalószó fakultatív, azaz hiányozhat. Ha ilyen esetben mégis használják, ez a mellékmondat kiemelésének céljából történik: Igazán érdekes (az), amit mondasz. Máskor viszont az utalószó kötelező: Abból él, hogy hárfaórákat ad.
A mellékmondatot kötőszó vagy ilyen értékű más szó vezeti be:
- kötőszó: Azt mondja, hogy eljön;
- vonatkozó névmás: Az a sofőrünk, aki a busz mellett áll;
- vonatkozó névmási határozószó: Ott élünk, ahol a barátaink;
- kérdő névmás: Nem tudom, mit csináljak;
- kérdő névmási határozószó: Kíváncsi voltam arra, (hogy) hol fogunk megállni.

Általában egy bizonyos mutató névmással vagy határozószóval kifejezett utalószónak egy bizonyos bevezető vonatkozó névmás vagy vonatkozó határozószó felel meg: az – aki, akkor – amikor, olyan – amilyen, úgy – ahogy stb.
A hogy kötőszó használható egy másik bevezető szóval együtt: Nem tudom, (hogy) mit csináljak, Szeretném, (hogy) ha elvinnétek a hídig. Olykor elhagyható akkor is, ha egyedül vezeti be a mellékmondatot: Azt mondja, (hogy) eljön.
A mellékmondat helye nem mindig ugyanaz:
- Amikor nincs kiemelve, követi a főmondatot: Az világos, hogy Péter igazat mond.
- Kiemelés céljából a főmondat elé kerül: Hogy Péter igazat mond, az világos.
- A mellékmondat bele is ékelődhet a főmondatba: Az, hogy Péter igazat mond, világos (az utalószó és a főmondat állítmánya közé).
- A főmondat is beleékelődhet a mellékmondatba: Péter, világos, hogy igazat mond (a mellékmondat alanya és a többi része közé).

### A mellékmondatok típusai
A főmondat és a mellékmondat között ugyanolyan mondattani viszony létezik, mint amilyen a mondategységben a mondatrészek között. Mindegyik mellékmondatfajtának van is mondatrész megfelelője, tehát van alanyi, állítmányi, tárgyi, jelzői mellékmondat, valamint különféle határozói mellékmondatok. Ezeken kívül vannak még ún. sajátos jelentéstartalmú mellékmondatok (feltételes, megengedő, hasonlító és következményes), amelyek állapothatározó fajtáknak felelnek meg.

#### Az alanyi mellékmondat
Ez a mellékmondat a főmondat alanyát fejti ki, amely ugyanakkor az utalószója is.
Utalószók: az, ugyanaz, olyan, annyi, úgy.
Bevezető szavak: aki, ami, hogy, ha.
Példák:
- kötelező utalószóval:

Az száll fel a buszra, akinek van jegye;
Ugyanaz érdekel engem is, ami téged;
Olyanok jelentkeztek, akik nem rendelkeztek gyakorlattal;
Annyi termett, hogy nem tudtuk betakarítani;
- nem kötelező utalószóval: Nem zavarja (az), ha kinyitom az ablakot?;
- jelentésbeli különbséggel utalószóval, illetve anélkül:

Úgy látszik, (hogy) megsértődött – Látszik, hogy megsértődött (ebben az esetben a mellékmondat maga az alany, az utalószó pedig nem az);
Fontos az, hogy elvégezzétek az egyetemet – Fontos, hogy elvégezzétek az egyetemet.
A mellékmondat állítmányának az igemódja általában a kijelentő mód (az összes példában, kivéve az utolsót), de előfordul a felszólító mód is (az utolsó példában).

#### Az állítmányi mellékmondat
A főmondat névszói állítmányát, illetve a névszói-igei állítmány névszói részét fejti ki, amely a mellékmondat utalószója is.
Utalószók: az, azé, olyan, annyi, akkora.
Bevezető szavak: aki, ami, amilyen, hogy, mint.
Példák:
Az édesapám az, akiben megbízom;
A kisfiú nem azé, aki felnevelte;
Amilyen az apa, olyan a fia;
Annyi volt a jutalom, mint amennyit vártam;
Akkora volt a hó, hogy leállt a közlekedés;
Az lesz a te ajándékod, ami a kis dobozban van;
Az a célom, hogy orvosi diplomát szerezzek.
Igemód: kijelentő mód (az összes példában, kivéve az utolsót), felszólító mód (az utolsó példában).

#### A tárgyi mellékmondat
A főmondat igei állítmányának, vagy igenévvel kifejezett más mondatrésznek a tárgyát fejti ki.
Utalószók: azt, ugyanazt, mindazt, olyat, annyit, akkorát. Ha az állítmány lát, hall, érez vagy gondol, nem jellegzetes módon az utaloszó lehet úgy.
Bevezető szavak: aki, ami, ha, hogy, mint.
Példák:
- kötelező utalószóval:

Azokat várjuk, akikkel kirándulni szoktunk;
Ugyanazt akarom, amit te;
Olyat mondott, hogy azonnal meg is bánta;
Annyit ért hozzá, mint tyúk az ábécéhez;
Akkorát kiáltott, hogy zengett bele a ház;
- nem kötelező utalószóval:

Megtettem (azt), amit kellett;
(Úgy) hallottuk, (hogy) vasárnap koncert lesz;
Nem szeretem (azt), ha munka közben zavarnak.
Az állítmány igemódja általában a kijelentő mód (a fenti példák), de a felszólító mód is lehet, ha az alaptagja parancsot, tiltást, tanácsot, akaratot, kívánságot, engedélyt stb. fejez ki: A szüleim megengedték, hogy elutazzak.

#### Határozói mellékmondatok

##### A részeshatározói mellékmondat
Ez a mellékmondat a főmondatbeli részeshatározót fejti ki.
| Utalószó | Bevezető szó | Példa                                                    |
| -------- | ------------ | -------------------------------------------------------- |
| annak    | aki          | Annak írok, akiről tegnap meséltem                       |
| annak    | hogy         | A hosszú életet annak köszönheti, hogy mértékletesen élt |
| olyannak | aki          | Olyannak adok jó jegyet, aki megérdemli                  |

##### A helyhatározói mellékmondat
Utalószók:
- helyet kifejező névmási határozószók: ott, oda, onnan, arra, addig stb.;
- a ragos vagy névutós az mutató névmás: abban, abból, addig, arra, arról, azon, az alatt stb.

Bevezető szavak:
- helyet kifejező vonatkozó névmási határozószók: ahol, ahova, amerre, ameddig stb.;
- ragos vagy névutós vonatkozó névmások: amiben, amelyen, amelyik után stb.

Példák:
Ott élünk, ahol a barátaink;
Oda tedd, ahonnan kivetted!;
Ti is arra mentek, amerre Péter?
Van ún. képes helyhatározói mellékmondat is, amely csak átvitt értelemben helyhatározói. Ennek bevezetője lehet a hogy kötőszó is: Addig ment el a kérdezősködésben, ameddig megengedhető volt; Oda jutott már, hogy senki sem hitelez neki.

##### Az időhatározói mellékmondat
A főmondatbeli időhatározót fejti ki. Utalószója rendszerint időt kifejező névmási határozószó (akkor, azóta, addig, azelőtt, azután, aközben, azalatt), de szerkeszthető utalószó nélkül is.
Bevezető szava általában az utalószónak megfelelő vonatkozó névmási határozószó: (a)mikor, (a)mióta, ameddig/amíg, mielőtt, miután, miközben, mialatt.
Háromféle időviszony lehetséges a mellékmondat és a főmondat között:
- egyidejűség: Akkor mondta, amikor találkoztunk;
- előidejűség (a mellékmondatbeli cselekvés, történés vagy állapot megelőzi a főmondatbelit): Azóta beteg, amióta megfürdött a hideg folyóban;
- utóidejűség (a mellékmondatbeli cselekvés stb. követi a főmondatbelit): Azelőtt hívtam fel telefonon, mielőtt elmentem hozzá.

Megjegyzendő, hogy amikor a mielőtt, miután vagy miközben által bevezetett mellékmondat a főmondat előtt van, az utalószót elhagyják: Mielőtt elmentem hozzá, felhívtam telefonon.

##### A módhatározói mellékmondat
A főmondat igével, igenévvel, ritkábban melléknévvel kifejezett mondatrészének a módhatározóját fejti ki.
| Utalószó | Bevezető szó | Példa                                    |
| -------- | ------------ | ---------------------------------------- |
| anélkül  | hogy         | Anélkül ment el, hogy köszönt volna      |
| aszerint | ahogy(an)    | Aszerint járt el, ahogy a főnöke előírta |
| úgy      | ahogy(an)    | Úgy csináld, ahogy mondtam!              |
| úgy      | mint         | Úgy megy, mint aki karót nyelt           |

Megjegyzések:
1. Az anélkül utalószós mellékmondatnak feltételes módú állítmánya van.
2. Az utolsó példának hasonlító jelentéstartalma van.

##### Az állapothatározói mellékmondat
Az állapothatározónak felel meg, és olyan cselekvést stb. fejez ki, amely befolyásolja a főmondat alanyával vagy tárgyával kifejezett dolog vagy élőlény állapotát.
| Utalószó | Bevezető szó | Példa                                          |
| -------- | ------------ | ---------------------------------------------- |
| úgy      | hogy         | Úgy szárad a ruha, hogy a kötélre teregetik ki |
| úgy      | ahogy(an)    | Semmi sincs úgy, ahogy ma látszik              |
| úgy      | mint         | Úgy néz ki, mint (ahogy) egy kísértet (néz ki) |
| úgy      | mintha       | Úgy érzem magam, mintha repülőgépen ülnék      |
| anélkül  | hogy         | Anélkül ment el, hogy átöltözött volna         |

##### A számhatározói mellékmondat
A főmondatbeli számhatározót fejti ki, és azt fejezi ki, hogy a mellékmondatbeli cselekvés megismétlődéseinek meghatározatlan számától függ a főmondatbeli cselekvés megismétlődéseinek a száma, vagy azt, hogy mi a főmondatbeli cselekvés megismétlődései számának a következménye.
| Utalószó  | Bevezető szó | Példa                                                             |
| --------- | ------------ | ----------------------------------------------------------------- |
| annyiszor | ahányszor    | Annyiszor hallgattam a szemrehányásait, ahányszor találkoztunk    |
| annyiszor | valahányszor | Annyiszor hallgattam a szemrehányásait, valahányszor találkoztunk |
| annyiszor | hogy         | Annyiszor hazudott, hogy már nem tudok hinni neki                 |

##### A számállapot-határozói mellékmondat
A főmondatbeli számállapot-határozót fejti ki. Utalószója annyian, bevezető szavai pedig hogy, mint, mintha, ahányan stb. Példák: Annyian lesznek az előadáson, ahányan a múlt héten; Annyian voltunk a kocsiban, hogy alig kaptam levegőt.

##### Az eszközhatározói mellékmondat
Kifejti a főmondatbeli eszközhatározót, amely megnevezheti azt a dolgot, de azt a személyt is, amely/aki segítségével megy végbe a főmondat cselekménye.
| Utalószó | Bevezető szó | Példa                                            |
| -------- | ------------ | ------------------------------------------------ |
| azzal    | ami          | Azzal írtam, amit az asztalon találtam           |
| azzal    | aki          | Azzal javíttattam meg a TV-t, akit te ajánlottál |

##### A társhatározói mellékmondat
Kifejti a főmondatbeli társhatározót, amely megnevezi azt a személyt, akinek társaságában van a főmondat alanyával vagy tárgyával kifejezett személy.
| Utalószó | Bevezető szó | Példa                                                    |
| -------- | ------------ | -------------------------------------------------------- |
| azzal    | aki          | Nem tudtam beszélni azzal, akivel kellett volna          |
| olyannal | aki          | Olyannal ne menj szórakozni, aki túl kihívóan viselkedik |

##### Az eredethatározói mellékmondat
A főmondatbeli eredethatározót fejti ki.
| Utalószó | Bevezető szó | Példa                                                |
| -------- | ------------ | ---------------------------------------------------- |
| abból    | ami          | A gyűrűm is abból van, amiből a nyakláncom           |
| abból    | aki          | Aki jó szolga nem volt, nem lesz abból jó úr         |
| abból    | hogy         | Kovács úrnak nincs haszna abból, hogy segít másoknak |

##### Az eredményhatározói mellékmondat
Olyan utalószót fejt ki, amelynek a főmondatban eredményhatározói funkciója van.
| Utalószó           | Bevezető szó | Példa                                          |
| ------------------ | ------------ | ---------------------------------------------- |
| azzá               | amivé        | Alakítsa át ezt az üzletet azzá, amivé akarja! |
| olyanná            | amilyenné    | Olyanná vált, amilyenné nem kellett volna      |
| olyanra / akkorára | mint         | Olyanra / Akkorára nőtt, mint az apja          |

##### Az okhatározói mellékmondat
A főmondatban kifejezett cselekvés stb. okát fejezi ki azzal, hogy kifejti okhatározóját.
| Utalószó | Bevezető szó | Példa                                                |
| -------- | ------------ | ---------------------------------------------------- |
| azért    | mert         | Azért ilyen nagy a forgalom, mert péntek délután van |
| azért    | mivel        | Azért vettem fel a kabátomat, mivel hideg volt       |
| amiatt   | hogy         | Ne nyugtalankodjon amiatt, hogy még nincsenek itt    |

Olykor az utalószó nem kötelező: (Azért) nagy a forgalom, mert péntek délután van. Ha a mivel bevezetett mellékmondat a főmondat előtt van, az utalószó elhagyandó: Mivel hideg volt, felvettem a kabátomat.

##### A célhatározói mellékmondat
A főmondat cselekvésének a célját adja meg, kifejtve annak célhatározóját. Utalószója leggyakrabban azért, kötőszója pedig hogy vagy nehogy: Azért ült ki az erkélyre, hogy ne zavarja a füst. Gyakran utalószó nélkül szerkesztik: Kiült az erkélyre, hogy ne zavarja a füst; Megfésülködött, nehogy rendetlennek találják.
Állítmánya felszólító módú, de ha a két mondatnak ugyanaz az alanya, olykor lehetséges a mellékmondat helyettesítése főnévi igenévvel kifejezett célhatározóval: Azért mentem a piacra, hogy vásároljak → Vásárolni mentem a piacra.

##### A fok-mérték határozói mellékmondat
A főmondat állítmányának vagy más, igenévvel, melléknévvel, számnévvel kifejezett mondatrészének alárendelt fok-mértékhatározóját fejti ki.
| Utalószó           | Bevezető szó                                           | Példa                                                          |
| ------------------ | ------------------------------------------------------ | -------------------------------------------------------------- |
| úgy                | mintha                                                 | Úgy szeretem, mintha a testvérem lenne                         |
| úgy                | hogy                                                   | Gabi úgy fél ettől a kutyától, hogy nem mer bemenni az udvarra |
| olyan / olyannyira | Olyannyira szemtelen, hogy azt már nem lehet elviselni |                                                                |
| annyira            | Annyira megijedtem, hogy majdnem elszaladtam           |                                                                |
| annyival           | amennyivel                                             | Ez a kabát annyival drágább a másiknál, amennyivel jobb        |

##### A hasonlító határozói mellékmondat
Olyan főmondatnak alárendelt, amelyben középfokú melléknév van. Nem tévesztendő össze a hasonlító mellékmondattal (lásd lentebb).
| Utalószó | Bevezető szó | Példa                                              |
| -------- | ------------ | -------------------------------------------------- |
| annál    | mennél       | Mennél magasabb a nap, annál rövidebb árnyékot vet |
| annál    | hogy         | Okosabb annál, hogy ilyet csináljon                |
| azoknál  | akik         | Attila jobb volt azoknál, akik ellen versenyezett  |

Gyakran fordul elő utalószó nélkül: Péter nem gazdagabb, mint a szülei voltak.

##### Az állandó határozói (vagy vonzathatározói) mellékmondat
A főmondatbeli melléknév, ige vagy igenév állandó (aszemantikusnak is nevezett) határozóját fejti ki. Utalószója távolra mutató névmás, bevezetője pedig a hogy kötőszó vagy egy vonatkozó névmás:
Attól félek, hogy nem lesz elég időnk;
Arra törekszem, hogy jó barátságban legyünk;
Magda arra gondol, akivel tegnap ismerkedett meg.

##### A tekintethatározói mellékmondat
Rendszerint a főmondat állítmányának alárendelt tekintethatározót fejti ki, amelynek korlátozó jelentése van.
| Utalószó     | Bevezető szó | Példa                                                              |
| ------------ | ------------ | ------------------------------------------------------------------ |
| annyiban     | hogy         | Annyiban változott a helyzet, hogy van kocsink                     |
| ahhoz képest | hogy         | A munka nagyon jó volt ahhoz képest, hogy milyen keveset kért érte |

#### A jelzői mellékmondat
Ennek a mellékmondatnak több típusa van.
A minőségjelzői mellékmondat kifejti egy, a főmondatban található névszó jelzőjét, amely kötelező a mellékmondat utalószójaként. Ennek a jelzői mellékmondattípusnak két altípusa van:
- minősítő (kérdése milyen?):

| Utalószó | Bevezető szó | Példa                                                                   |
| -------- | ------------ | ----------------------------------------------------------------------- |
| olyan    | amilyen      | Olyan telefont vettem, amilyen neked van                                |
| olyan    | amely        | Olyan problémákat akar egyedül megoldani, amelyek több embert érintenek |
| olyan    | mint         | Egy olyan számítógépre lenne szükségem, mint (amilyen) az öné           |
| akkora   | amekkora     | Akkora szobám van, amekkora a tiéd                                      |
| akkora   | hogy         | Akkora szobám van, hogy táncolni lehet benne                            |
- kijelölő (kérdése melyik?):

| Utalószó | Bevezető szó        | Példa                                                             |
| -------- | ------------------- | ----------------------------------------------------------------- |
| az       | vonatkozó névmás    | Azok a rokonaim, akik szeretnek, mindig segítenek                 |
| az       | vonatkozó névmás    | Ma este abban az étteremben vacsorázunk majd, amelyik a téren van |
| az       | vonatkozó névmás    | 1990-ben kezdődik az a korszak, amelyről ma beszélni fogunk       |
| az       | vonatkozó névmás    | Gyönyörű az a kilátás, ami a Halászbástyáról nyílik Budapestre    |
| az       | névmási határozószó | Ez az utca ahhoz a térhez vezet, ahol az egyetem található        |
A mennyiségjelzői mellékmondat is kifejti az egyik főmondatbeli névszó jelzőjét:
| Utalószó | Bevezető szó | Példa                                                |
| -------- | ------------ | ---------------------------------------------------- |
| annyi    | hogy         | Annyi könyvet vett, hogy hónapokig lesz mit olvasnia |
| annyi    | ahány        | Annyi pohárra van szükségünk, ahányan leszünk        |
| annyi    | amennyi      | Annyi idő elég lesz, amennyi ebédig marad            |
A birtokos jelzői mellékmondat az utalószóként használt névmás tartalmát egészíti ki:
| Utalószó | Bevezető szó | Példa                                                         |
| -------- | ------------ | ------------------------------------------------------------- |
| annak    | aki          | Annak az autójával voltunk, akit te nem szeretsz              |
| annak    | hogy         | Mi volt a célja annak, hogy itt rendezték meg a konferenciát? |
| olyannak | aki          | Olyannak a szavára adj, akiben bízol                          |
Az értelmező jelzői mellékmondat kifejti a főmondatban létező egyik névszó értelmezőjét. Utalószója az alaptag mögé helyezett, és vele egyeztetett névmás. Bevezető szava rendszerint vonatkozó névmás, ritkábban a hogy kötőszó. Példák:
Add ide a könyvet, azt, amelyik az asztalon van;
Sajtot is veszek, annyit, amennyit csak akartok;
Adj a szavára az embereknek, olyanoknak, akikben bízol;
Nagyon örülök a szép szavaknak, annak, hogy értékelik a munkánkat.

#### Sajátos jelentéstartalmú mellékmondatok
Az eddig felsorolt mellékmondatok egyikének-másikának van, elsődlegesen mondatrészkifejtő funkciója mellett, még valamilyen sajátos jelentéstartalma (feltételes, megengedő, hasonlító vagy következményes) is.
Vannak olyan mellékmondatok is, amelyekben a sajátos jelentéstartalom kifejezése válik uralkodóvá, bár kifejtenek főmondatbeli mondatrészt.

##### A feltételes mellékmondat
Ez a mellékmondat olyan körülményt fejez ki, amely feltételét képezi a főmondatbeli cselekvés stb. megvalósulásának. Lehet utalószója (akkor, abban az esetben), de sokszor anélkül szerkesztett. Bevezetője ha vagy hogyha. A feltétel jellege meghatározza a főmondat és a mellékmondat állítmányának az igealakját.
| A feltétel jellege | A feltétel jellege | A mellékmondat állítmányának alakja  | A főmondat állítmányának alakja      | Példa                                                   |
| ------------------ | ------------------ | ------------------------------------ | ------------------------------------ | ------------------------------------------------------- |
| valós              | valós              | a kijelentő mód akármelyik időalakja | a kijelentő mód akármelyik időalakja | Ha éhes vagyok, eszem valamit                           |
| valós              | valós              | a kijelentő mód akármelyik időalakja | a kijelentő mód akármelyik időalakja | Mindig jól éreztem magam, ha a városban sétálhattam     |
| valós              | valós              | kijelentő mód jelen/jövő idő         | felszólító mód                       | Ha lesz rá időd, (akkor) látogass meg!                  |
| nem valós          | megvalósítható     | feltételes mód jelen idő             | feltételes mód jelen idő             | Ha megkapnám az ösztöndíjat, jövőre Amerikában tanulnék |
| nem valós          | megvalósíthatatlan | feltételes mód jelen idő             | feltételes mód jelen idő             | Ha ismernéd a barátnőmet, nem beszélnél így             |
| nem valós          | megvalósíthatatlan | feltételes mód múlt idő              | feltételes mód múlt idő              | Ha tudtam volna, nem mentem volna be                    |
| nem valós          | megvalósíthatatlan | feltételes mód múlt idő              | feltételes mód jelen idő             | Ha időben indultunk volna, már ott lennénk              |

##### A megengedő mellékmondat
Olyan körülményt fejez ki, amely ellentétben áll a főmondatbeli feltételezett cselekvéssel, de nem akadályozza meg azt. Nincs utalószója, és többnyire a bár, ámbár, habár, jóllehet, noha, ugyan szavak vezetik be: Bár volt jegyem, nem jutottam be a stadionba. Előfordul a ha + állítmány + is szerkezettel is: Nem bánom, ha hazudsz is.

##### A hasonlító mellékmondat
Úgy fejti ki a főmondat valamelyik mondatrészét, hogy valamihez hasonlítja. Utalószavai annyi, olyan, úgy, bevezetői pedig mint, mintha. Az előbbiek mindegyike társítható az utóbbiak mindegyikével.
Gyakran a hasonlító mellékmondat hiányos. Példák:
Úgy eltűnt, mint szamár a ködben = Úgy eltűnt, mint ahogy szamár a ködben tűnik el;
Annyira izgult, mint egy vizsgázó diák = Annyira izgult, mint amennyire izgul egy vizsgázó diák;
Olyanok voltunk, mint két testvér = Olyanok voltunk, mint amilyen két testvér.
Példa olyan hasonlító mellékmondatra, amely csak teljes lehet: Olyan meleg van, mintha nyár lenne.

##### A következményes mellékmondat
A főmondatban kifejezett cselekvés, történés, állapot, minőség vagy mennyiség következményét fejti ki.
| Utalószó | Bevezető szó | Példa                                            |
| -------- | ------------ | ------------------------------------------------ |
| annyi    | hogy         | Annyi kenyér van, hogy elég lesz holnapra is     |
| annyira  | hogy         | Annyira szeretem, hogy az már fáj                |
| olyan    | hogy         | Olyan szép, hogy nem tudom levenni róla a szemem |
| úgy      | hogy         | Úgy megijedt, hogy benne akadt a szó             |

## A közbevetett mondat
Az összetett mondatban olyan, közbevetettnek vagy beszúrtnak nevezett mondat is előfordul, amely szervetlenül kapcsolódik a másik tagmondathoz, illetve a többihez (amennyiben többszörösen összetett mondatról van szó), azaz nincs mondattani viszonyban ezzel/ezekkel. Példák:
A nyelvtan, mint köztudott, alaptantárgy az iskolában;
A hallgató, mint illik, ünneplőben jelent meg a vizsgán;
A napokban, tudod, összetalálkoztam Edével.